# 山下章
山下 章（やました あきら、1964年6月2日 - ）は、東京都大田区出身のゲームライター、ゲーム評論家。
編集プロダクション株式会社スタジオベントスタッフ代表取締役。

## 来歴
1964年、東京都大田区に生まれる。川崎市立平間中学校、開成高校を経て、一橋大学商学部を卒業。
1983年、攻略するのに1年ほど掛かると言われていたアドベンチャーゲームを短期間で攻略し、その解法を本にしようと原稿を纏め持ち込みを行った。最初の持ち込み先は原稿を預けたまま倒産、次に持ちこんだアスキー・ログイン編集部には断られたものの、電波新聞社へ持ち込んだ際に連載を持ちかけられ『マイコンBASICマガジン』にて「チャレンジ! アドベンチャーゲーム」の連載を開始、ゲームライターとしてデビューする。芸能、漫画方面を中心に多方面に精通した引き出しの広い軽妙な語り口と、群を抜いたゲームスキルで、カリスマライターとしての地位を確立する。「私に解けないAVGはない!」と言う決め台詞で、当時のパソコン少年に大きな感銘を与えた。
1985年、『クイズ・ドレミファドン!』へ出場して優勝。続くグランドチャンピオン大会でも優勝を果たし、第61代グランドチャンピオンとなる。同年5月、原稿の持ち込みを行った動機の一つである本の執筆を自ら企画、持ち込みを行い、JICC出版局より出版を果たした。以後、ゲーム関連の書籍を多数執筆する。
1986年頃より、山下が中心となり同人誌「Hi-Tech（ハイテック）」を刊行。
1987年頃、シャープの販促番組『パソコンサンデー』へレギュラー出演し、ゲームの腕前を生かしてゲームコーナーを担当した。シャープのパソコン「X68000」本体や周辺機器などの紹介やゲームの裏ワザ、ワンポイント攻略法を紹介する。「夢の続きを語ろうよ」と歌の流れる1987年に放送されたX68000の宣伝動画でも「ゲーム評論家の山下章さん」として登場する。
1989年、ライター仲間と共にスタジオベントスタッフを設立、『マイコンBASICマガジン』を中心に各種雑誌や新聞へゲーム記事を寄稿、ゲーム攻略本の執筆・編集などに携わる。
1991年、シャープが主催したオリジナルソフトのコンテスト「第1回 全日本X68000芸術祭」をプロデュースし、自ら司会、審査員を兼任する。
2015年11月8日、3331 Arts Chiyodaにて開催されたトークイベント「ALL ABOUT マイコンBASICマガジン」の総合司会を担当。
2018年1月14日、よみうりホールにて開催されたトークイベント「ALL ABOUT マイコンBASICマガジン II」の司会・進行を担当。
2018年1月に、スタジオベントスタッフのゲーム攻略本制作事業をデジタルハーツに譲渡以降もゲーム攻略本制作に携わってきたが、2020年4月28日発売『ファイナルファンタジーVII リメイク アルティマニア』を最後に制作現場から勇退した。
2024年5月18日、大田区民ホール・アプリコ大ホールにて開催されたトークイベント「ALL ABOUT マイコンBASICマガジン III 大橋編集長 電波新聞社勇退記念SP」の司会・進行を担当。その席にて、家庭用ゲーム機黎明期の情報を、山下のコレクションと共に公開するウェブ博物館「クラシックゲーム ワールドミュージアム」の設立を発表した。

## 著書

### JICC出版局（現・宝島社）刊
- アドベンチャーゲーム必勝本 君も冒険王になれる!!（1985年）

### 電波新聞社刊
- チャレンジ!! パソコン・アドベンチャー・ゲーム（1986年）
- チャレンジ!! パソコンAVG&RPG シリーズ
  - チャレンジ!! パソコンAVG&RPG（1986年）
  - チャレンジ!! パソコンAVG&RPG II（1986年）
  - チャレンジ!! パソコンAVG&RPG III（1987年）
  - チャレンジ!! パソコンAVG&RPG IV（1988年）
  - チャレンジ!! パソコンAVG&RPG V（1990年）
  - チャレンジ!! パソコンAVG&RPG SP1（2025年）
    - 「チャレンジ!! パソコン アドベンチャーゲーム」と「チャレンジ!! パソコンAVG＆RPG」の中からセレクトした記事をまとめた復刻版[9]
- 山下章のレスキュー! AVG&RPG（1987年）
- 電脳遊技考 コンピュータゲーム ホンキでPLAYホンネでREVIEW!!（1990年）
- ALL ABOUT ソーサリアン（1991年）
- ザ・ワールド・オブ・X68000（監修、1993年）
- ザ・ワールド・オブ・X68000 II（監修、1994年）

### その他
- バトル・オブ・ベーマガライターズ（2018年）
  - 「バトル・オブ・ストリートファイターII」「バトル・オブ・F-ZERO」「バトル・オブ・ぷよぷよ」を収録
  - 発行者はHi-Tech編集部名義[4]

## 出演

### テレビ
- パソコンサンデー（テレビ大阪 - テレビ東京系列、1982年 - 1989年） - ゲームコーナーの解説者としてレギュラー出演
- クイズ・ドレミファドン!（フジテレビジョン、1985年1月13日放送回及び2月17日放送回） - 第61代グランドチャンピオン
- 中居正広のミになる図書館（テレビ朝日、2015年11月24日放送回）

### インターネット配信
- #アルティマニア へ至る道 攻略本制作の歴史 【#スクエニの創りかた】（スクウェア・エニックス公式YouTubeチャンネル）

### イベント
- 第1回 全日本X68000芸術祭 全国大会（1992年4月12日、プリズムホール）
- ALL ABOUT マイコンBASICマガジン（2015年11月8日、3331 Arts Chiyoda）
- ゲーム攻略本のあるきかた ヒッポンエイジス FINAL（2016年3月6日、阿佐ヶ谷ロフトA）
- ALL ABOUT マイコンBASICマガジン II（2018年1月14日、よみうりホール）
- ALL ABOUT マイコンBASICマガジン III 大橋編集長 電波新聞社勇退記念SP（2024年5月18日、大田区民ホール・アプリコ大ホール）